# Dunajská Streda
Dunajská Streda, littéralement « Mercredi danubien » (allemand : Niedermarkt, hongrois : Dunaszerdahely, littéralement « Lieu du mercredi au Danube ») est une ville de la région de Trnava dans le sud-ouest de la Slovaquie. Elle compte 23 490 habitants (2005), dont environ 79,8 % de Hongrois et 15,3 % de Slovaques (2001).

## Histoire
La plus ancienne mention de Dunajská Streda remonte à 1250 (Zerda).

## Démographie

### Évolution de la population
| Année:               | 1994.  | 2004.   | 2014.   | 2024.   |
| -------------------- | ------ | ------- | ------- | ------- |
| Nombre de personnes: | 23 797 | 23 562  | 22 553  | 22 826  |
| Différence:          |        | -0,98 % | -4,28 % | +1,21 % |

| Année:               | 2023.  | 2024.   |
| -------------------- | ------ | ------- |
| Nombre de personnes: | 22 892 | 22 826  |
| Différence:          |        | -0,28 % |

## Jumelages
La ville de est jumelée avec :
- Gödöllő (Hongrie)
- Subotica (Serbie)
- Odorheiu Secuiesc (Roumanie)
- Győr (Hongrie)
- Senta (Serbie)
- Jimbolia (Roumanie)
- Berehove (Ukraine)
- Dalaman (Turquie)
- Jindřichův Hradec (Tchéquie)